# Yumachrysa yuma
Yumachrysa yuma is een insect uit de familie van de gaasvliegen (Chrysopidae), die tot de orde netvleugeligen (Neuroptera) behoort. 
Yumachrysa yuma is voor het eerst wetenschappelijk beschreven door Banks in 1950.